# Огилви-Грант, Льюис, 5-й граф Сифилд
Льюис Александр Грант-Огилви, 5-й граф Сифилд (англ. Lewis Alexander Grant-Ogilvie, 5th Earl of Seafield; 22 марта 1767 — 26 октября 1840) — шотландский дворянин, 24-й глава клана Грант. Его многообещающая карьера была прервана психической нестабильностью.

## Происхождение и образование
Он родился под именем Льюис Александр Грант 22 марта 1767 года в Мойе, недалеко от Инвернесса. Старший сын сэра Джеймса Гранта, 8-го баронета (1738—1811), и Джин Дафф (1746—1805). Он был крещён в Дайке несколько дней спустя.
Он получил образование в Эдинбургской средней школе и Вестминстерской школе, затем изучал право в Эдинбургском университете и Линкольнс-Инн в Лондоне.

## Карьера
В 1788 году Льюис Грант был избран членом Эдинбургского Королевского общества.
Он заседал в Палате общин Великобритании от Элгиншира с 1790 по 1796 год. С 1791 года его здоровье начало ухудшаться, и к 1805 году он был описан как «самый безнадёжный случай психического расстройства». В 1794 году ему поставили диагноз «неизлечимость», но он не отказался от своего места в качестве депутата до 1796 года.
18 февраля 1811 года после смерти своего отца Льюис Александр Грант унаследовал титул 9-го баронета Гранта из Колкухауна. В октябре того же 1811 года после смерти своего бездетного троюродного брата Джеймса Огилви, 7-го графа Финдлейтера и 4-го графа Сифилда (1750—1811), Льюис Александр Грант унаследовал титулы 5-го графа Сифилда (Пэрство Шотландии), 5-го лорда Огилви из Дескфорда и Каллена (Пэрство Шотландии), 5-го виконта Рейдхейвена (Пэрство Шотландии), 5-го лорда Огилви из Каллена (Пэрство Шотландии) и 5-го виконта Сифилда (Пэрство Шотландии).
Новый лорд Сифилд был внуком леди Маргарет Огилви (? — 1757), дочери известного государственного деятеля Джеймса Огилви, 5-го графа Финдлейтера и 2-го графа Сифилда (1688—1764). Однако он не был наследником графства Финдлейтер, титул которого угас. Он принял дополнительную фамилию Огилви, унаследовав графство.

## Личная жизнь
Лорд Сифилд никогда не был женат. Он умер в Каллен-хаусе в Банфшире 26 октября 1840 года в возрасте 73 лет. Ему наследовал его младший брат Фрэнсис Уильям Огилви-Грант (1778—1853), который уже взял на себя все практические обязанности и кураторство поместий с момента его психической нестабильности.